# Congresso dos Estados Unidos
O Congresso dos Estados Unidos (em inglês: United States Congress) é o órgão legislativo bicameral do governo federal dos Estados Unidos, sendo composto por duas câmaras legislativas: o Senado e a Câmara dos Representantes. No geral, senadores e representantes são eleitos por voto direto, apesar de algumas vagas no Senado serem preenchidas por nomeação estadual. Desde sua fundação, o Congresso tem em sua ampla maioria membros filiados aos partidos Republicano e Democrata e, numa escala muito menor, ao chamado "terceiro partido" ou ainda membros independentes de filiações partidárias. O Congresso possui 535 membros votantes, dos quais 435 Representantes e 100 Senadores. Os Representantes do Distrito de Colúmbia, Porto Rico, Samoa Americana, Guam, Ilhas Marianas do Norte e Ilhas Virgens Americanas constituem os seis membros não votantes que, no entanto, podem tomar parte em comitês congressionais e propor legislações.
Os membros da Câmara dos Representantes possuem mandato de dois anos, representando diretamente a população de um distrito congressional em específico. Tais distritos são repartidos por população de cada estado com base em dados coletados pelo Censo dos Estados Unidos, de forma que cada unidade federativa possua, pelo menos, um representante na câmara. Cada estado, independente de população ou extensão territorial, possui dois senadores, totalizando cem senadores representando as cinquenta unidades da federação. Cada senador é eleito pela totalidade de seu respectivo estado para um mandato de seis anos, com mandatos intercalados, de modo que a cada dois anos aproximadamente um terço do Senado é renovado em eleições.

## História

### Era formativa (1780–1820)
A história do Congresso remota ao Primeiro Congresso Continental em 5 de setembro de 1774 com 56 representantes apontados pelas legislaturas de 12 colônias britânicas (exceto a Geórgia) no Carpenters' Hall na Filadélfia como resposta aos Atos Intoleráveis do Parlamento do Reino Unido.
Em 4 de julho de 1776 depois da Declaração de Independência houve o Segundo Congresso Continental que promulgou a Constituição e criou um Congresso unicameral. Em 1787 a Convenção de Filadélfia modificou a Constituição criando um congresso bicameral.
Os primeiros anos do Congresso foram marcados por disputas entre federalistas e antifederalistas, disputas sobre o apoio a Revolução Francesa e pelas diferenças entre o norte e o sul do país.

### Era partisana (1830–1900)
Esse período ficou marcado por intensas disputas pelo fortalecimento dos partidos políticos, disputas entre as duas casas, a Guerra de Secessão, Guerra Mexicano-Americana, grande prática de lobby e muitos escândalos de corrupção.

### Era de comitês (1910–1960)
Esse período ficou marcado pela volta da estabilidade do Congresso, pelo aumento da influência da opinião pública na política, após a Grande Recessão o Congresso aprovou a Cláusula de Comércio que daria poderes ao governo de controlar a economia e regulamentar o lobby.

## Estrutura
O Congresso dos Estados Unidos é constituído por duas câmaras - Câmara dos Representantes (câmara baixa) e o Senado (câmara alta), sendo incumbido de promover a legislação federal através dos distintos comitês congressionais. Determinados membros do Congresso são eleitos por seus pares para integrar tais comitês. Além disto, o Congresso conta com organizações auxiliares, como o Escritório de Contabilidade do Governo (Government Accountability Office) e a Biblioteca do Congresso, que serve tanto de depositário de legislação, como também de instituição de pesquisa pública.

### Câmara dos Representantes
A Câmara dos Representantes é a câmara baixa do Congresso, é composta por 435 membros representantes, cada um dos quais eleitos pelo sistema majoritário representa um distrito congressional. O termo dos membros deputados é de dois anos. Cada estado possui direito a um certo número de membros representantes, que depende primariamente da população do dado estado em relação à população do país.

### Senado
Em contraste, o Senado (a câmara alta) é formado por cem senadores. Cada estado possui direito a dois senadores, independentemente da sua população. Os cem senadores servem um termo contínuo de seis anos; em intervalos de dois anos cada (1) terço é eleito. Tanto os membros deputados quanto os senadores são eleitos diretamente pela população, embora em alguns estados, o governador possa escolher um substituto temporário quando uma posição de senador está vaga.

### Comitês
Especializações
A estruturação em comitês permite que os membros do Congresso debatam mais detalhadamente sobre uma questão em particular. Não é esperado, nem possível que um membro seja um perito em todas as áreas sujeitas ao Congresso. Com o passar do tempo, os membros desenvolvem competências em temas específicos e seus aspectos legais. Os comitês investigam assuntos especializados e aconselham o Congresso inteiro sobre escolhas e trocas. A escolha da especialidade pode ser influenciada pelo eleitorado do membro, questões regionais importantes, antecedentes e experiência anteriores. Os senadores costumam optar por trabalhar em uma questão diferente do outro senador de um mesmo estado, evitando uma sobreposição. Alguns comitês se especializam em gerir outros comitês, exercendo uma poderosa influência sobre toda o poder legislativo federal.
Poderes
Os comitês são responsáveis por gerar a legislação federal norte-americana. Ainda que procedimentos como o processo de petição na Câmara dos Representantes possa introduzir votações orçamentárias no plenário e efetivamente deslocar a contribuição do comitê, são raramente implementados sem a associação a um comitê específico. As questões legislativas, administrativas e de supervisão internas são distribuídas entre cerca de duzentas comissões e subcomissões que coletam informações, avaliam alternativas e identificam problemas. Tais comissões propõem soluções para votação aberta pelo plenário.

## Os poderes
A Constituição dos Estados Unidos coloca todo os poderes legislativos do governo federal no Congresso. Os poderes desta estão limitados aos enumerados na Constituição Norte-americana; todos os outros poderes estão reservados aos estados e ao povo. Os poderes enumerados do Congresso incluem a autoridade de regular o comércio interestadual e internacional, criar impostos, estabelecer cortes federais inferiores à Suprema Corte dos Estados Unidos, manutenção das forças armadas e a habilidade de declarar guerra; manter o bem-estar geral do povo (power of the purse - "poder dos gastos"), assim como o poder de fazer empréstimos.

### Criando leis

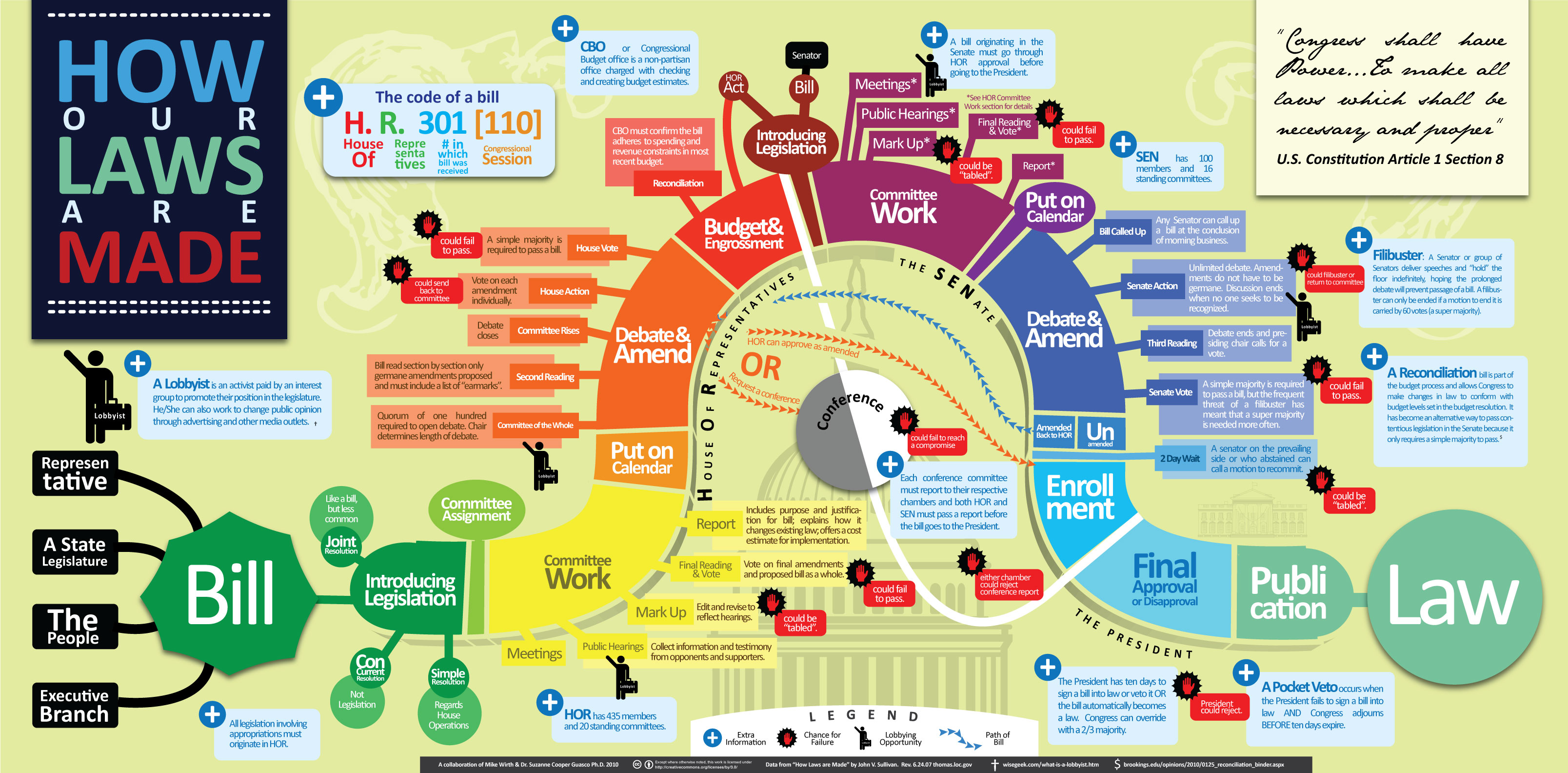
Diagrama de criação de leis no Congresso dos Estados Unidos

A Constituição estadunidense confere ao Congresso o implicitamente o poder (implied power) de criar leis.
O processo legislativo se inicia em uma das Casas e o projeto de lei precisa ser aprovado em ambas. Em seguida, o projeto segue para o Presidente dos Estados Unidos, que poderá sancioná-lo ou vetá-lo. Em caso de veto, o projeto de lei retorna ao Congresso com as objeções presidenciais. O Congresso poderá revisar a lei, fazer devidas mudanças e submeter novamente ao Presidente. Caso o Presidente não o aprove novamente, o Congresso poderá derrubar o veto presidencial mas, e somente, desta vez, se houver dois terços da maioria total de ambas as Casas juntas aprovando a derrubada do veto.
Finalmente, o Presidente poderá não tomar medida alguma; não sancionando o projeto de lei, nem vetando-o, simplesmente ignorando-o. Neste caso a Constituição fala que o projeto de lei entrará em vigor em dez dias (excluindo os domingos). Contudo, se o Congresso suspender a sessão (terminar a sessão legislativa) durante o período dos dez dias, então o projeto de lei não entrará em vigor. Assim sendo, o Presidente poderá vetar o projeto lei, após o Congresso ter suspendido a sessão, simplesmente ignorando-o (ie. o projeto de lei); esta manobra é conhecida como "pocket veto" (veto no bolso, idiomaticamente), e não pode ser anulada pelo Congresso interrompido.

### Divisão interna de Poderes
No Congresso dos Estados Unidos, o Senado e a Câmara dos Deputados têm igual importância, ao contrário do Legislativo de outros países em que o Senado atua somente com uma câmara de revisão, como acontece, por exemplo, no Senado do Canadá.
Porém, cada Casa possui alguns poderes próprios. O Presidente Norte-americano, para realizar encontros políticos e ratificar tratados, precisa do "conselho e aprovação do Senado", enquanto projetos de lei que envolvam a criação de tributos devem ter tramitação iniciada na Câmara dos Deputados.
Ambas as câmaras realizam suas sessões legislativas no Capitólio dos Estados Unidos, em Washington.

## Galeria

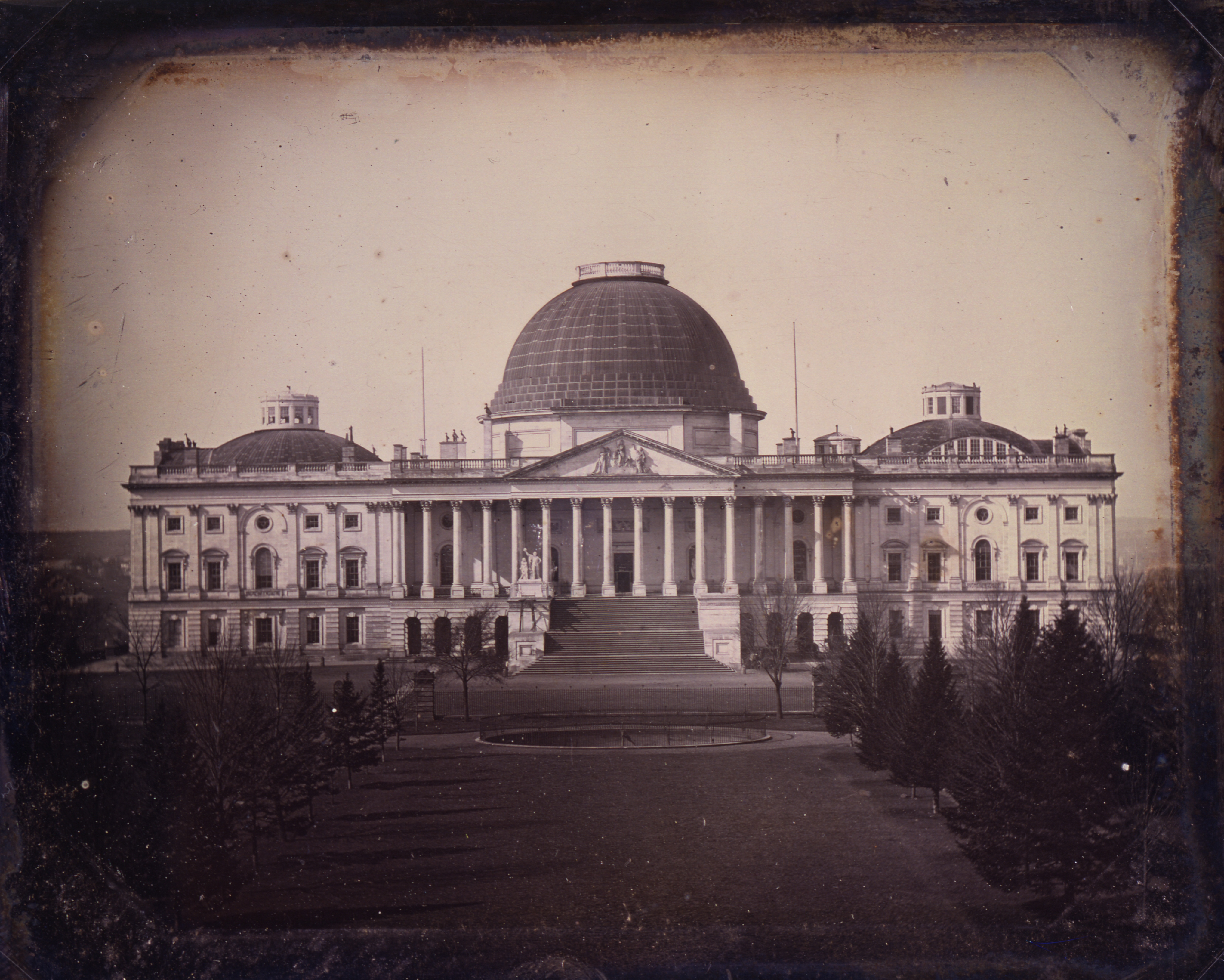
Primeiro Capitólio de Washington.
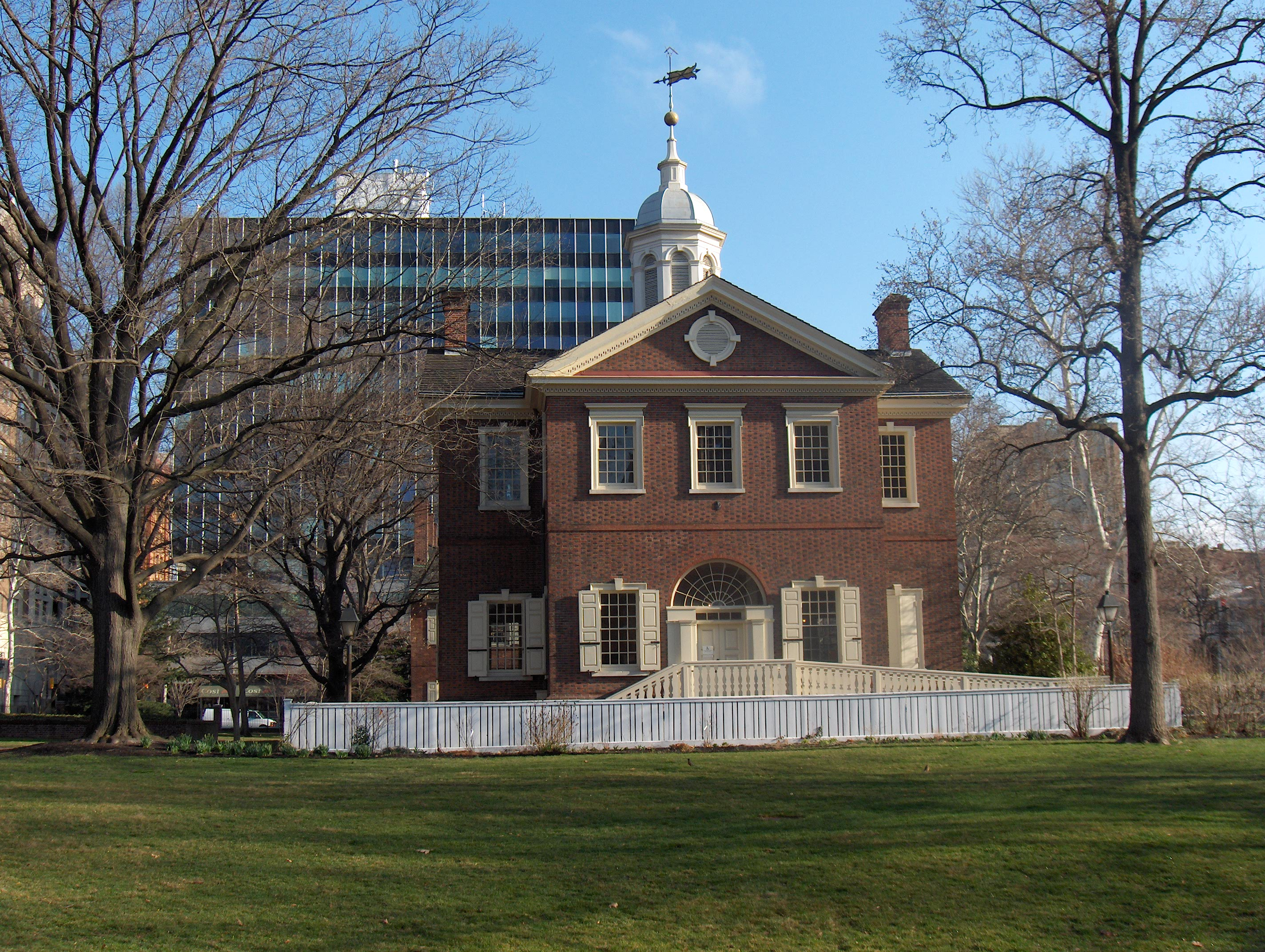
Carpenters' Hall, sede do Primeiro Congresso Continental.
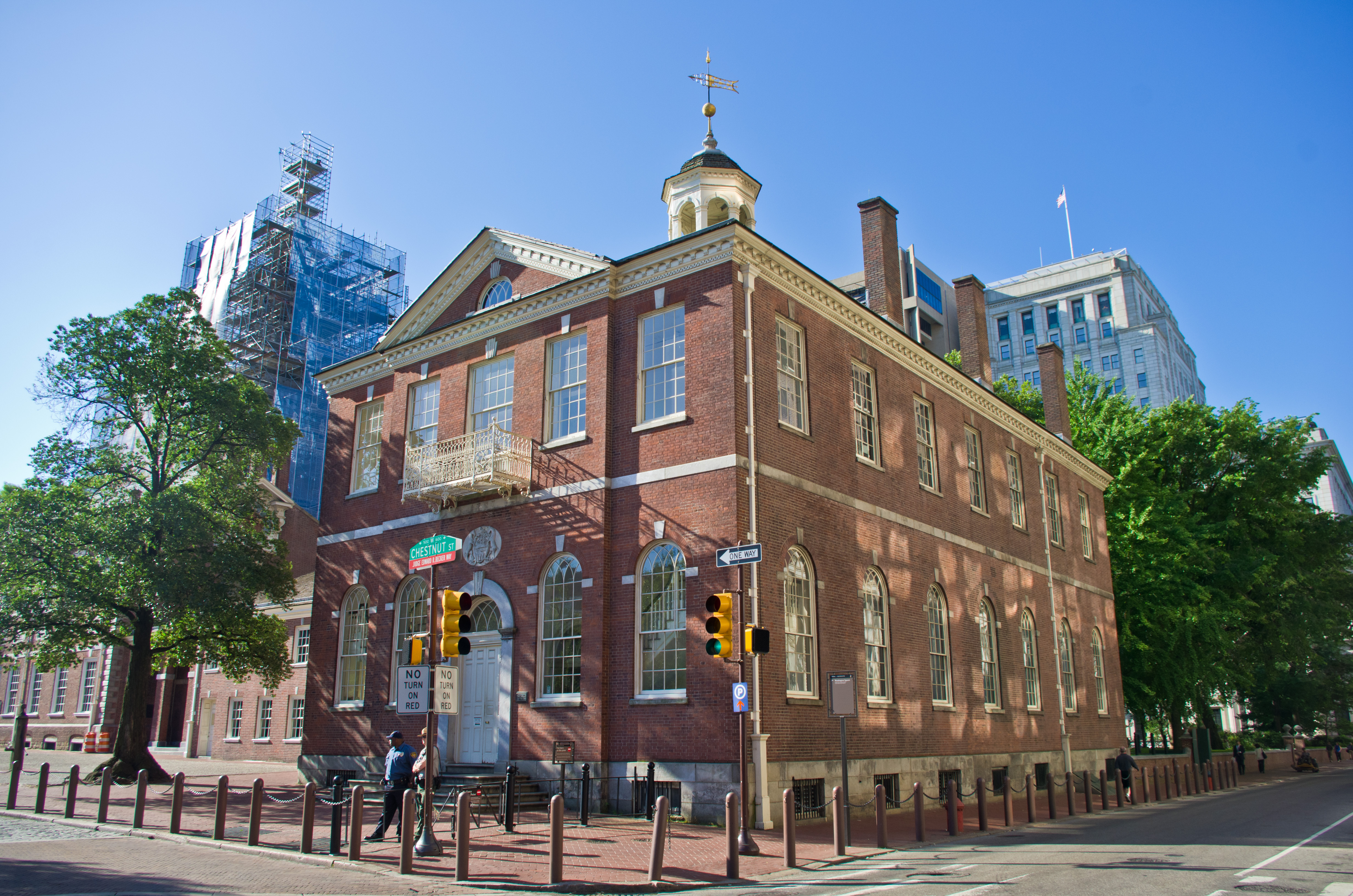
Congress Hall, sede do Segundo Congresso Continental, onde foi votada a Declaração de Independência.
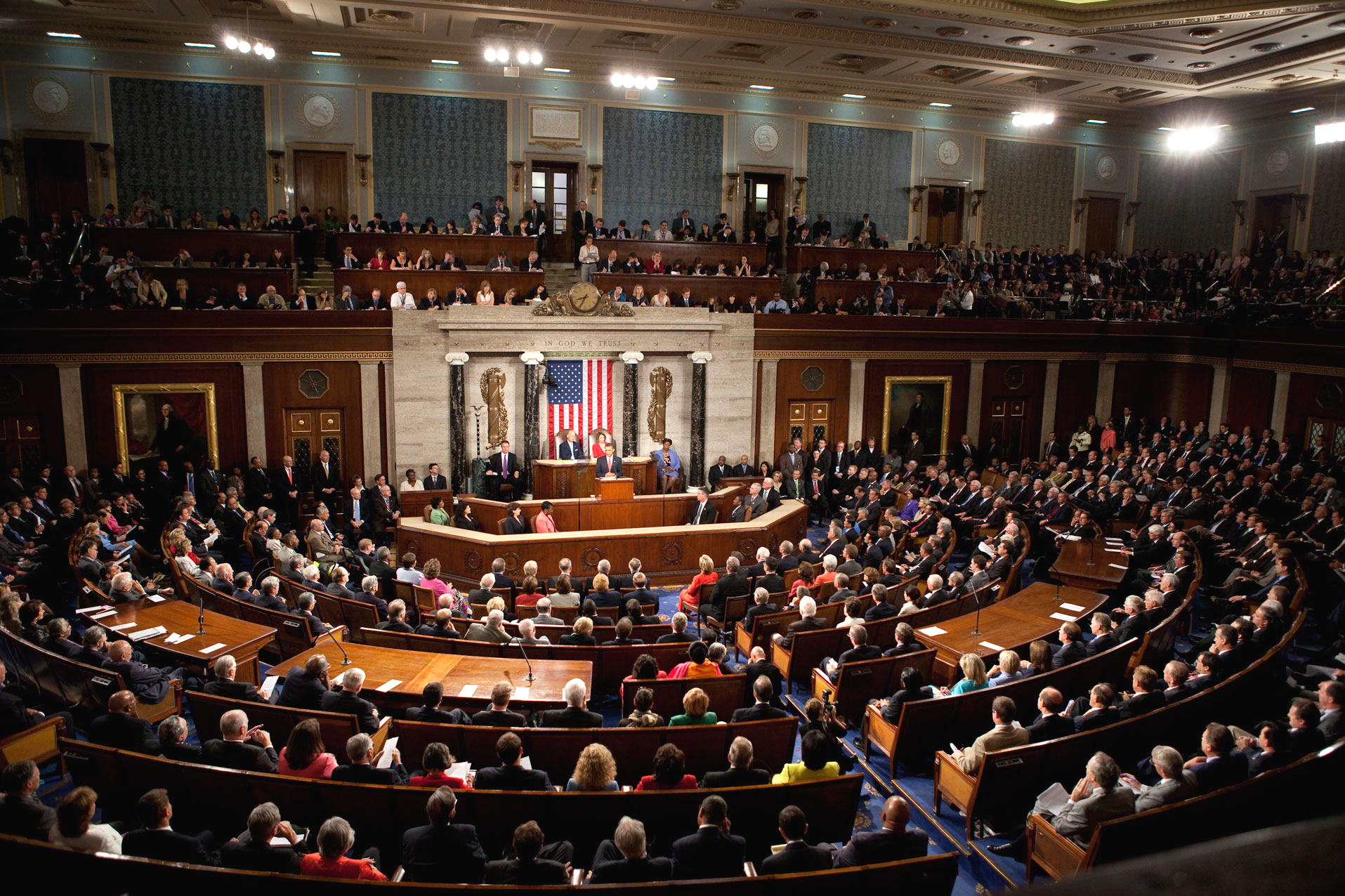
Plenário da Câmara dos Representantes.
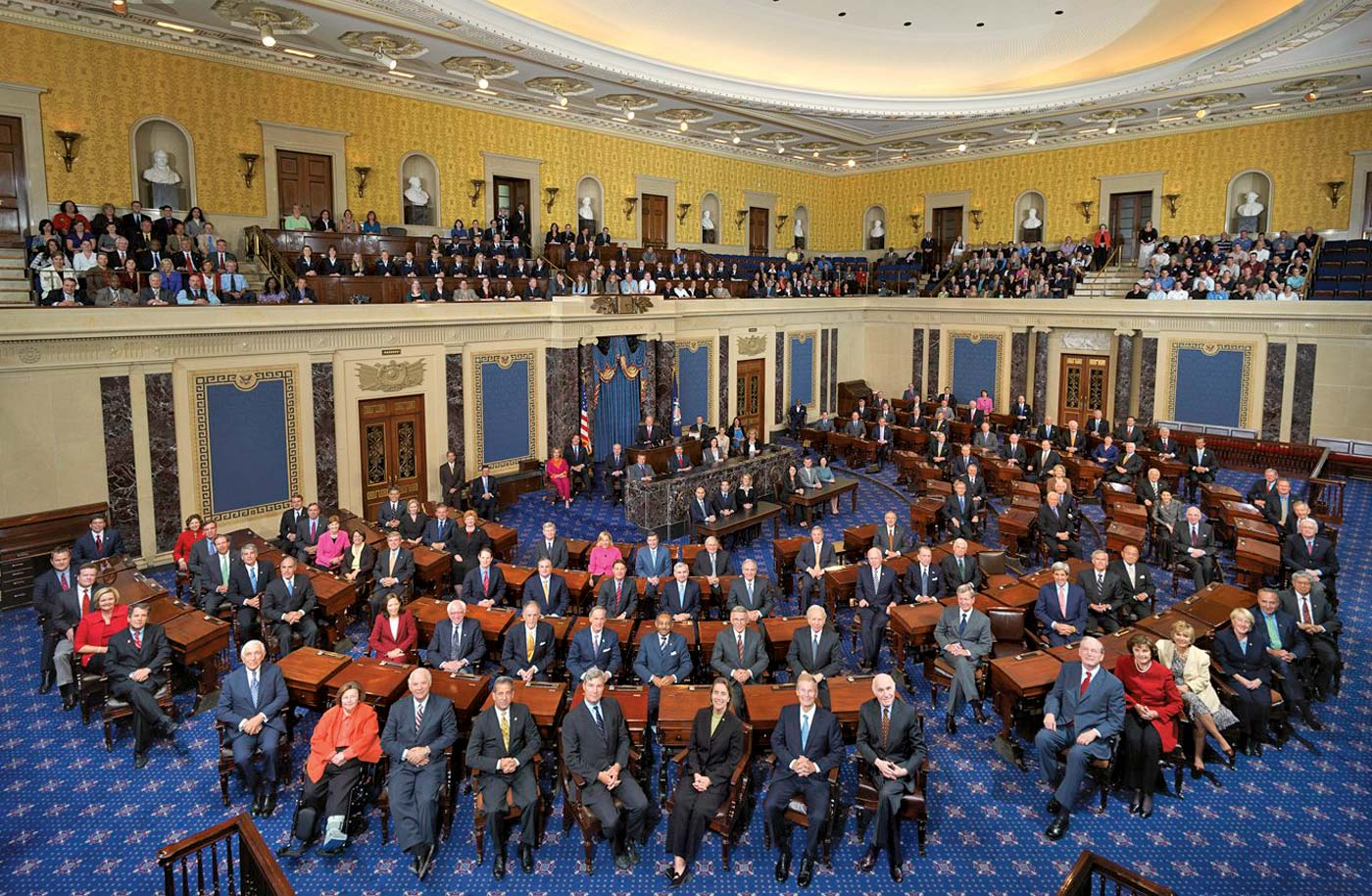
Plenário do Senado.
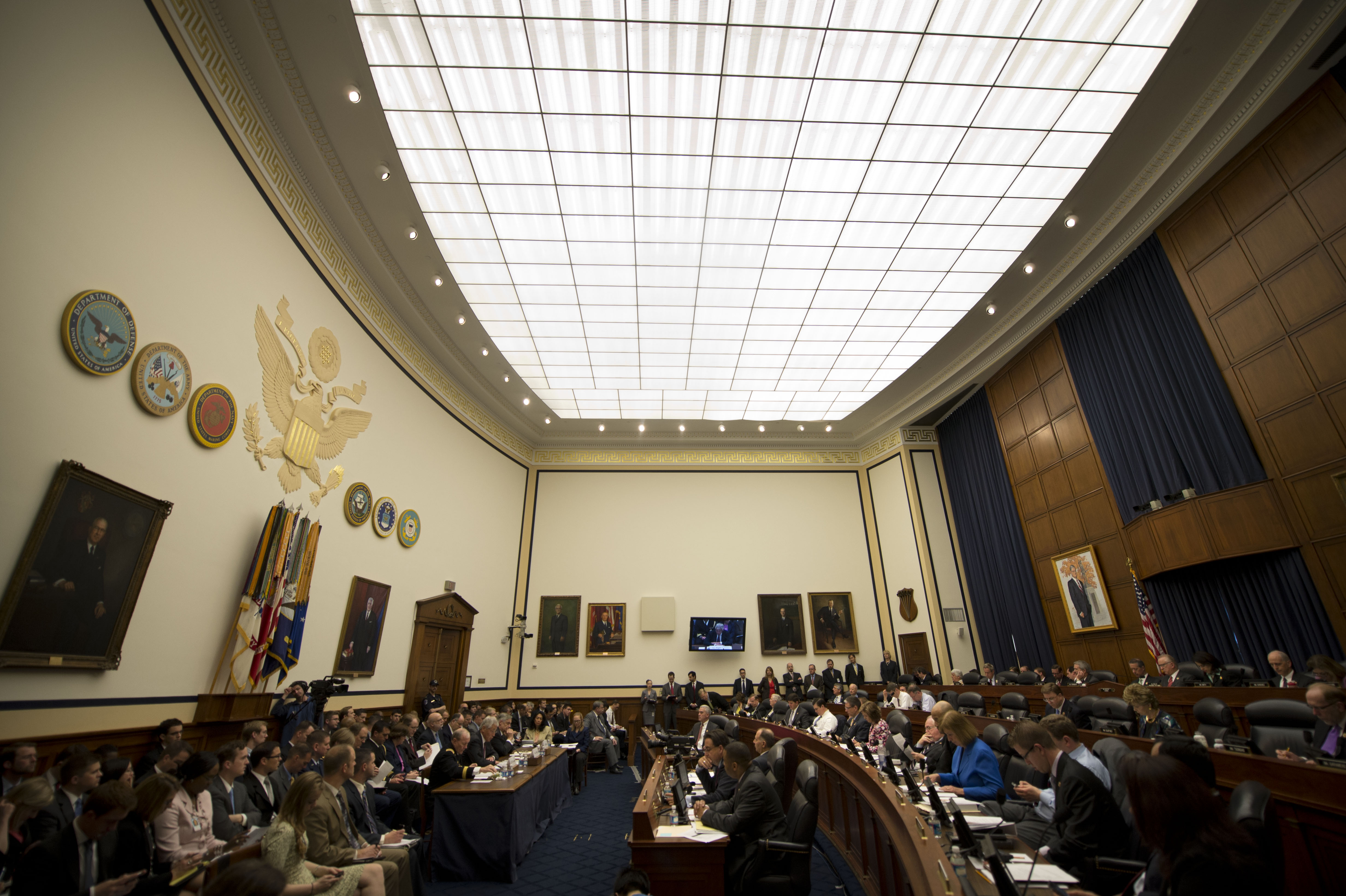
Sala de reunião de uma comissão do congresso.